# Ленинск-Кузнецкий городской округ
Ле́нинск-Кузне́цкий городско́й о́круг —упразднённое муниципальное образование в Кемеровской области, административный центр — город Ленинск-Кузнецкий.

## История
Городской округ образован в соответствии с Законом Кемеровской области № 104-ОЗ от 17 декабря 2004 года.
С точки зрения административно-территориального устройства находится на территории города областного подчинения Ленинск-Кузнецкий с административно подчинёнными населёнными пунктами согласно Закону Кемеровской области «Об административно-территориальном устройстве Кемеровской области» N 215-ОЗ от 27 декабря 2007 года.
Законом Кемеровской области — Кузбасса от 06 мая 2024 года N 46-ОЗ Ленинск-Кузнецкий городской округ, Ленинск-Кузнецкий муниципальный округ и Полысаевский городской округ были объединены во вновь образованное муниципальное образование Ленинск-Кузнецким муниципальным округом.

## Население
| 2002     | 2009     | 2010     | 2011     | 2012     | 2013     | 2014     |
| -------- | -------- | -------- | -------- | -------- | -------- | -------- |
| 146 050  | ↘107 150 | ↘103 938 | ↘103 757 | ↘102 690 | ↘101 879 | ↘101 473 |
| 2015     | 2016     | 2017     | 2018     | 2019     | 2020     | 2021     |
| ↘100 817 | ↘99 793  | ↘99 037  | ↘98 254  | ↘97 401  | ↘96 515  | ↘93 582  |

## Населённые пункты
Городской округ и город областного подчинения включают населённые пункты:
| № | Населённый пункт  | Тип населённого пункта        | Население |
| - | ----------------- | ----------------------------- | --------- |
| 1 | Индустрия         | посёлок при станции           | 15        |
| 2 | Ленинск-Кузнецкий | город, административный центр | ↘88 171   |
| 3 | Никитинский       | посёлок                       | ↘2257     |